# سیارک ۱۵۶۱۸
سیارک ۱۵۶۱۸ (به انگلیسی: 15618 Lorifritz، نامگذاری:2000HF11) پانزده هزار و ششصد و هجدهمین سیارک کشف شده‌است که در ۲۷ آوریل ۲۰۰۰ کشف شد.
قدر مطلق سیارک برابر ۸.۵ است.